# Escut i bandera d'Oliva
L'escut i la bandera d'Oliva són els símbols representatius del municipi valencià d'Oliva (la Safor).

## Escut heràldic
L'escut oficial d'Oliva té el següent blasonament:
| « | Escut quadrilong de punta redona, partit. Al primer quarter, d'argent, una olivera de sinople, terrassada del mateix color i fruitada de sable. Al segon quarter, un losanjat d'or i de gules. Per timbre, una corona reial oberta. | » |

## Bandera d'Oliva
La bandera oficial d'Oliva té la següent descripció:
| « | Bandera de proporcions 2:3. Losanjada de groc i roig, al centre una olivera verda, amb fruits negres. | » |

## Història
L'escut va ser aprovat per Resolució del 27 de febrer de 1995, del conseller d'Administració Pública. Publicat en el DOGV núm. 2.470, del 15 de març de 1995.
L'olivera és un senyal parlant referent al nom de la ciutat. Al costat, les armories dels Centelles, en referència al comtat d'Oliva, concedit el 1449 a Gilabert de Centelles i Riu-sec.
La bandera va ser aprovada per Resolució de 12 de juny de 1997, del conseller de Presidència, i publicada en el DOGV núm. 3.069, de 2 de setembre de 1997.